# 아카누마번
아카누마 번(일본어: 赤沼藩 아카누마한[*])은 일본 에도 시대 중기 무사시국 내에 있던 번으로, 지금의 사이타마현 히키군 하토야마정 아카누마에 위치했다. 번의 이름이 아카마쓰 번(赤松藩)으로 표기된 것도 있다.

## 번의 역사
무사시 국 히키 군 및 히타치국・시모사국・고즈케국・가즈사국 내 등지의 5천 석 영주였던 나이토 마사카쓰가 겐로쿠 6년(1693년) 11월 28일부로 오사카 조반(大阪定番)에 취임하였다. 취임과 동시에 새로 셋쓰국과 가와치국 내의 영지 1만 석을 추가로 받아 다이묘의 반열에 오르면서 아카누마 번이 세워졌다. 그러나 이듬해의 겐로쿠 7년(1694년) 8월 7일, 마사카쓰는 오사카 조반으로 재직 중 오사카성에서 56세로 사망하였고, 장남 나이토 마사토모가 그 뒤를 이었다. 마사토모는 겐로쿠 16년(1703년)에 시나노국 사쿠 군 이와무라다번으로 옮겨 가게 되었고, 이에 따라 아카누마 번은 폐지되었다. 이후, 나이토 가문은 이와무라다 번주로서 존속하였다.

## 역대 번주
1. 나이토 마사카쓰(内藤正勝) 재위 1693년 ~ 1694년
2. 나이토 마사토모(内藤正友) 재위 1694년 ~ 1703년